# Parafia św. Wojciecha i Matki Bożej Częstochowskiej w Krośnie
Parafia św. Wojciecha i Matki Bożej Częstochowskiej w Krośnie – rzymskokatolicka parafia należąca do dekanatu Krosno I, w archidiecezji przemyskiej.  

## Historia
Według legendy w tym miejscu w Krośnie przechodził św. Wojciech. Ok połowy XV wieku zbudowano drewniany kościół, który w 1460 roku konsekrował bp Mikołaj Błażejowski. W latach 1855–1856 odbudowano kościół, a w 1903 roku dokonano jego generalnej przebudowy, według projektu arch. Tadeusza Stryjeńskiego. W 1966 roku rektorem kościoła został ks. Tadeusz Sztela. 15 kwietnia 1968 roku dekretem bpa Ignacego Tokarczuka została erygowana parafia, z wydzielonego terytorium parafii farnej.
W 1978 roku rozpoczęto budowę plebanii przy ul. Korczyńskiej, którą w 1985 roku oddano do użytku. Rok później zakupiono działkę znajdującą się przy Szkole Podstawowej nr 8 i ogłoszono plany budowy nowego kościoła, którą rozpoczęto w 1987 roku, według projektu mgr inż. Mieczysława Krukierka. W 1989 roku w nowo budowanym kościele wmurowano kamień węgielny poświęcony przez papieża Jana Pawła II. 31 sierpnia 1997 roku abp Józef Michalik dokonał konsekracji kościoła, pw. św. Wojciecha i Matki Bożej Częstochowskiej.
W latach 2006–2008 zbudowano nową plebanię przy ul. Zielonej. W 2017 roku, w bocznej wnęce nowego kościoła, oddano do użytku kaplicę z relikwiami bł. ks. Jerzego Popiełuszki i św. Jana Pawła II.

## Proboszczowie
- ks. prał. ks. Tadeusz Szetela (1968–1999)[5][6][7]
- ks. prał. Krzysztof Mijal (od 1999)[7]

## Terytorium parafii
Na terenie parafii jest 2500 wiernych mieszkających przy ulicach: Bergmana, Bieszczada, Fredry, Graniczna (lewa strona), Kopalniana, Korczyńska, Kręta, Kwiatowa, Lenika, Nadbrzeżna, Niepodległości (numery: 29–49, 55–64), Piesza, Prządki, Spacerowa, Spokojna, Stapińskiego, Tebicha, Willowa, Wisze, Prochownia, Św. Wojciecha, Zagórze, Zielona, Żółkiewskiego
.